# Slobodan Živojinović
Slobodan Živojinović, srb. Слободан Живојиновић (ur. 23 lipca 1963 w Belgradzie) – jugosłowiański tenisista, reprezentant w Pucharze Davisa, zwycięzca US Open 1986 w grze podwójnej, lider rankingu ATP deblistów, olimpijczyk z Seulu (1988).

## Kariera tenisowa
Karierę zawodową Živojinović rozpoczął w 1981 roku, a zakończył w 1992 roku.
W grze pojedynczej wywalczył dwa tytuły rangi ATP World Tour oraz osiągnął dwa finały. W rozgrywkach wielkoszlemowych najdalej doszedł do półfinału, podczas Australian Open 1985 oraz na Wimbledonie 1986. W Melbourne wyeliminował po drodze m.in. Johna McEnroe, a następnie uległ Matsowi Wilanderowi. W Londynie odpadł po porażce z Ivanem Lendlem.
W grze podwójnej bałkański tenisista zwyciężył w ośmiu turniejach kategorii ATP World Tour, w tym mistrzostwo US Open 1986, w parze z Andrésem Gómezem. W finale pokonali Joakima Nyströma i Matsa Wilandera.
W latach 1981–1992 Živojinović reprezentował Jugosławię w Pucharze Davisa grając łącznie w 62 meczach, z których w 36 triumfował.
W 1988 roku Živojinović zagrał na igrzyskach olimpijskich w Seulu. W singlu osiągnął 2. rundę, natomiast w deblu awansował do ćwierćfinału, w parze z Goranem Ivaniševiciem.
W rankingu gry pojedynczej Živojinović najwyżej był na 19. miejscu (26 października 1987), a w klasyfikacji gry podwójnej na 1. pozycji (8 września 1986).

### Finały w turniejach ATP World Tour
| Nazwa                        |
| ---------------------------- |
| Wielki Szlem                 |
| Igrzyska olimpijskie         |
| ATP Tour World Championships |
| ATP Masters Series           |
| ATP Championship Series      |
| ATP World Series             |

#### Gra pojedyncza (2–2)
| Końcowy wynik | Nr | Data                 | Turniej      | Nawierzchnia    | Przeciwnik          | Wynik finału  |
| ------------- | -- | -------------------- | ------------ | --------------- | ------------------- | ------------- |
| Finalista     | 1. | 24 marca 1985        | Nancy        | Twarda (hala)   | Tim Wilkison        | 6:4, 6:7, 7:9 |
| Zwycięzca     | 1. | 23 listopada 1986    | Houston      | Dywanowa (hala) | Scott Davis         | 6:1, 4:6, 6:3 |
| Finalista     | 2. | 8 maja 1988          | Forest Hills | Ceglana         | Andre Agassi        | 5:7, 6:7, 5:7 |
| Zwycięzca     | 2. | 16 października 1988 | Sydney       | Twarda (hala)   | Richard Matuszewski | 7:6, 6:3, 6:4 |

#### Gra podwójna (8–6)
| Końcowy wynik | Nr | Data                 | Turniej            | Nawierzchnia    | Partner        | Przeciwnicy                     | Wynik finału            |
| ------------- | -- | -------------------- | ------------------ | --------------- | -------------- | ------------------------------- | ----------------------- |
| Zwycięzca     | 1. | 14 lipca 1985        | Boston             | Ceglana         | Libor Pimek    | Peter McNamara Paul McNamee     | 2:6, 6:4, 7:6           |
| Finalista     | 1. | 17 listopada 1985    | Wembley            | Dywanowa (hala) | Boris Becker   | Guy Forget Anders Järryd        | 5:7, 6:4, 5:7           |
| Zwycięzca     | 2. | 23 marca 1986        | Bruksela           | Dywanowa (hala) | Boris Becker   | John Fitzgerald Tomáš Šmíd      | 7:6, 7:5                |
| Zwycięzca     | 3. | 30 marca 1986        | Rotterdam          | Dywanowa (hala) | Stefan Edberg  | Wojciech Fibak Matt Mitchell    | 2:6, 6:3, 6:2           |
| Finalista     | 2. | 11 maja 1986         | Forest Hills       | Ceglana         | Boris Becker   | Hans Gildemeister Andrés Gómez  | 6:7, 6:7                |
| Finalista     | 3. | 17 sierpnia 1986     | Toronto            | Twarda          | Boris Becker   | Chip Hooper Mike Leach          | 7:6, 3:6, 3:6           |
| Zwycięzca     | 4. | 7 września 1986      | US Open, Nowy Jork | Twarda          | Andrés Gómez   | Joakim Nyström Mats Wilander    | 4:6, 6:3, 6:3, 4:6, 6:3 |
| Finalista     | 4. | 26 października 1986 | Wiedeń             | Twarda (hala)   | Brad Gilbert   | Ricardo Acioly Wojciech Fibak   | walkower                |
| Finalista     | 5. | 9 listopada 1986     | Sztokholm          | Twarda (hala)   | Pat Cash       | Sherwood Stewart Kim Warwick    | 4:6, 4:6                |
| Zwycięzca     | 5. | 29 marca 1987        | Bruksela           | Dywanowa (hala) | Boris Becker   | Chip Hooper Mike Leach          | 7:6, 7:6                |
| Zwycięzca     | 6. | 5 kwietnia 1987      | Mediolan           | Dywanowa (hala) | Boris Becker   | Sergio Casal Emilio Sánchez     | 3:6, 6:3, 6:4           |
| Zwycięzca     | 7. | 24 października 1988 | Tokio              | Dywanowa (hala) | Andrés Gómez   | Boris Becker Eric Jelen         | 7:5, 5:7, 6:3           |
| Finalista     | 6. | 23 października 1989 | Tokio              | Dywanowa (hala) | Andrés Gómez   | Kevin Curren David Pate         | 6:4, 3:6, 6:7           |
| Zwycięzca     | 8. | 18 lutego 1990       | Bruksela           | Dywanowa (hala) | Emilio Sánchez | Goran Ivanišević Balázs Taróczy | 7:5, 6:3                |